# Copa Libertadores féminine
La Copa Libertadores féminine est une compétition annuelle de football féminin entre les meilleurs clubs dont les nations sont affiliées à la Confédération sud-américaine de football (CONMEBOL). Elle est le pendant féminin de la Copa Libertadores masculine.

## Histoire
Le 3 juillet 2009, le Comité exécutif de la CONMEBOL officialise la création d'une Copa Libertadores féminine réunissant les meilleurs clubs de football féminin de la confédération.
La première édition de la compétition se déroule dès octobre 2009 entre dix clubs ayant remporté leurs championnats nationaux. Le premier match oppose les Brésiliennes de Santos aux Péruviennes du White Star le 3 octobre 2009 au stade Urbano-Caldeira et voit la victoire des Paulistas 3-1. Le premier but de l'histoire de la compétition est inscrit par Cristiane. Le format de cette compétition se compose de deux phases, une première phase qualificative où les clubs sont répartis en deux groupes de cinq clubs, chaque club arrivé en tête du groupe se qualifie pour une phase finale composé de deux tours à match unique : demi-finales et finale. Un match pour la troisième place est aussi organisé. La finale se dispute au stade Urbano-Caldeira (Santos, Brésil), le 18 octobre 2009.

## Palmarès
| Année | Vainqueur                 | Finaliste              | Score        | Lieu                                                                     |
| ----- | ------------------------- | ---------------------- | ------------ | ------------------------------------------------------------------------ |
| 2009  | Santos (1)                | Universidad Autónoma   | 9-0          | Stade Vila Belmiro, Santos                                               |
| 2010  | Santos (2)                | Everton                | 1-0          | Arena Barueri, Barueri                                                   |
| 2011  | São José (1)              | Colo-Colo              | 1-0          | Estádio Martins Pereira (en), São José                                   |
| 2012  | Colo-Colo (1)             | Foz Cataratas          | 0-0, 4-2 tab | Estadio Severino Candido Carneiro, Vitória de Santo Antão                |
| 2013  | São José (2)              | Formas Íntimas         | 3-1          | Estádio do ABC (pl), Foz do Iguaçu                                       |
| 2014  | São José (3)              | Caracas                | 5-1          | Estádio Municipal Doutor Mário Martins Pereira (pt), São José dos Campos |
| 2015  | Ferroviária (1)           | Colo-Colo              | 3-1          | Complexe sportif Atanasio-Girardot, Medellín                             |
| 2016  | Club Sportivo Limpeño (1) | Estudiantes de Guárico | 2-1          | Campus Municipal Profesor Alberto Suppici, Colonia del Sacramento        |
| 2017  | Corinthians/Audax (1)     | Colo-Colo              | 0-0, 5-4 tab | Estadio Arsenio Erico, Asuncion                                          |
| 2018  | Atlético Huila (1)        | Santos FC              | 1-1, 5-3 tab | Arena da Amazônia, Manaus                                                |
| 2019  | Corinthians (2)           | Ferroviária            | 2-0          | Estadio Olímpico Atahualpa, Quito                                        |
| 2020  | Ferroviária (2)           | América de Cali        | 2-1          | Stade José Amalfitani, Buenos Aires                                      |
| 2021  | Corinthians (3)           | Independiente Santa Fe | 2-0          | Estadio Gran Parque Central, Montevideo                                  |
| 2022  | Palmeiras (1)             | Boca Juniors           | 4-1          | Stade de Liga Deportiva Universitaria, Quito                             |
| 2023  | Corinthians (4)           | Palmeiras              | 1-0          | Stade olympique Pascual-Guerrero, Cali                                   |
| 2024  | Corinthians (5)           | Independiente Santa Fe | 2-0          | Estadio Defensores del Chaco, Asuncion                                   |
| 2025  |                           |                        | -            |                                                                          |

| Class. | Club                   | Titres | Finales |
| ------ | ---------------------- | ------ | ------- |
| 1      | Corinthians            | 5      | 0       |
| 2      | São José               | 3      | 0       |
| 3      | Ferroviária            | 2      | 1       |
| 4      | Santos                 | 2      | 1       |
| 5      | Colo-Colo              | 1      | 3       |
| 6      | Palmeiras              | 1      | 1       |
| 7      | Atlético Huila         | 1      | 0       |
| 7      | Club Sportivo Limpeño  | 1      | 0       |
| 9      | Independiente Santa Fe | 0      | 2       |
| 10     | Boca Juniors           | 0      | 1       |
| 10     | Caracas                | 0      | 1       |
| 10     | Everton                | 0      | 1       |
| 10     | Formas Íntimas         | 0      | 1       |
| 10     | Foz Cataratas          | 0      | 1       |
| 10     | Estudiantes de Guárico | 0      | 1       |
| 10     | Universidad Autónoma   | 0      | 1       |
| 10     | América de Cali        | 0      | 1       |

| Class. | Pays      | Titres | Finales |
| ------ | --------- | ------ | ------- |
| 1      | Brésil    | 13     | 4       |
| 2      | Chili     | 1      | 4       |
| 2      | Colombie  | 1      | 4       |
| 4      | Paraguay  | 1      | 1       |
| 5      | Venezuela | 0      | 2       |
| 6      | Argentine | 0      | 1       |

## Statistiques

### Meilleures buteuses
| Édition | Joueuse               | Club                    | Nb de buts |
| ------- | --------------------- | ----------------------- | ---------- |
| 2009    | Cristiane             | Santos                  | 15         |
| 2010    | Noelia Cuevas         | Universidad Autónoma    | 8          |
| 2011    | Ysaura Viso           | Caracas                 | 9          |
| 2012    | Cristiane             | São José                | 8          |
| 2013    | Maite Zamorano        | Mundo Futuro            | 7          |
| 2014    | Andressa Alves        | São José                | 6          |
| 2014    | Diana Ospina          | Formas Íntimas          | 6          |
| 2014    | Ysaura Viso           | Caracas                 | 6          |
| 2015    | Catalina Usme         | Formas Íntimas          | 8          |
| 2016    | Oriana Altuve         | Colón                   | 4          |
| 2016    | Manuela González      | Generaciones Palmiranas | 4          |
| 2017    | Oriana Altuve         | Santa Fe                | 4          |
| 2017    | Carolina Birizamberri | River Plate             | 4          |
| 2017    | Amanda Brunner        | Audax                   | 4          |
| 2017    | Catalina Usme         | Santa Fe                | 4          |
| 2017    | Gloria Villamayor     | Colo-Colo               | 4          |
| 2017    | Maite Zamorano        | Deportivo ITA           | 4          |
| 2018    | Brena                 | Santos                  | 4          |
| 2019    | Nathane               | Ferroviária             | 9          |
| 2020    | Gabi Nunes            | Corinthians             | 7          |
| 2020    | Grazielle             | Corinthians             | 7          |
| 2020    | Victória              | Corinthians             | 7          |
| 2021    | Linda Caicedo         | Deportivo Cali          | 5          |
| 2022    | Rebeca Fernández      | Universidad de Chile    | 5          |
| 2023    | Priscila              | SC Internacional        | 8          |
| 2024    | Gabi Zanotti          | Corinthians             | 5          |

| Class. | Joueuse           | Club(s)                                         | Nb de buts |
| ------ | ----------------- | ----------------------------------------------- | ---------- |
| 1.     | Cristiane         | Santos, São José                                | 29         |
| 2.     | Catalina Usme     | Formas Íntimas, Santa Fe, América de Cali       | 27         |
| 3.     | Ysaura Viso       | Caracas, Estudiantes de Guárico, Atlético Huila | 20         |
| 4.     | Gloria Villamayor | Universidad Autónoma, Everton, Colo-Colo        | 19         |
| 5.     | Yisela Cuesta     | Formas Íntimas                                  | 17         |
| 6.     | Yusmery Ascanio   | Caracas, Colo-Colo                              | 15         |
| 6.     | Diana Ospina      | Formas Íntimas                                  | 15         |
| 8.     | Estefanía Banini  | Colo-Colo                                       | 14         |
| 8.     | Madelin Riera     | Deportivo Quito, LDU Quito, Deportivo Cuenca    | 14         |
| 8.     | Maite Zamorano    | EnForma Santa Cruz, Mundo Futuro, Deportivo ITA | 14         |

### Statistiques et records par joueuse
- Le plus grand nombre de buts inscrits dans une rencontre par une joueuse est de 5 :
  -  Cristiane lors de Santos 12 - 0 EnForma Santa Cruz le 6 octobre 2009.
  -  Gloria Villamayor (en) lors de Everton 9 - 0 Universidad Particular de Iquitos le 4 octobre 2010.
  -  Nathane lors de Ferroviária 10 - 1 Mundo Futuro le 11 octobre 2019.

### Statistiques et records par club
- Corinthians est le club le plus titré de l'histoire de la compétition avec 5 titres.
- Colo-Colo est le club qui a le connu le plus d'échecs en finale avec 3 défaites.
- La finale de 2009 entre Santos et Universidad Autónoma (9-0) est la plus prolifique avec 9 buts[3].
- La rencontre en 2020 entre Corinthians et El Nacional (16-0) est la plus prolifique de l'histoire de la compétition avec 16 buts[5].
- Les clubs comptant le plus de participations à la compétition sont :
  -  Colo-Colo (11)
  -  Boca Juniors (9)
  -  Deportivo Independiente Medellín Formas Íntimas (8)

| Club                   | Part. | Titres | Pts | J  | V  | N  | D  | BP  | BC | Diff. |
| ---------------------- | ----- | ------ | --- | -- | -- | -- | -- | --- | -- | ----- |
| Colo-Colo              | 9     | 1      | 72  | 39 | 20 | 12 | 7  | 113 | 55 | +58   |
| Santos                 | 4     | 2      | 61  | 22 | 20 | 1  | 1  | 107 | 8  | +99   |
| São José               | 5     | 3      | 60  | 25 | 18 | 6  | 1  | 66  | 15 | +51   |
| Independiente Medellín | 8     | 0      | 50  | 32 | 15 | 5  | 12 | 89  | 49 | +40   |
| Corinthians            | 3     | 3      | 47  | 17 | 15 | 2  | 0  | 53  | 8  | +45   |
| Cerro Porteño          | 7     | 0      | 42  | 29 | 12 | 6  | 11 | 49  | 47 | +2    |
| Ferroviária            | 3     | 1      | 41  | 20 | 12 | 5  | 3  | 49  | 16 | +33   |
| Boca Juniors           | 5     | 0      | 30  | 18 | 9  | 3  | 6  | 31  | 15 | +16   |
| Universidad Autónoma   | 4     | 0      | 30  | 16 | 9  | 3  | 4  | 42  | 30 | +12   |
| UAI Urquiza            | 4     | 0      | 24  | 15 | 6  | 6  | 3  | 25  | 17 | +8    |